# 東部海岸国家風景区

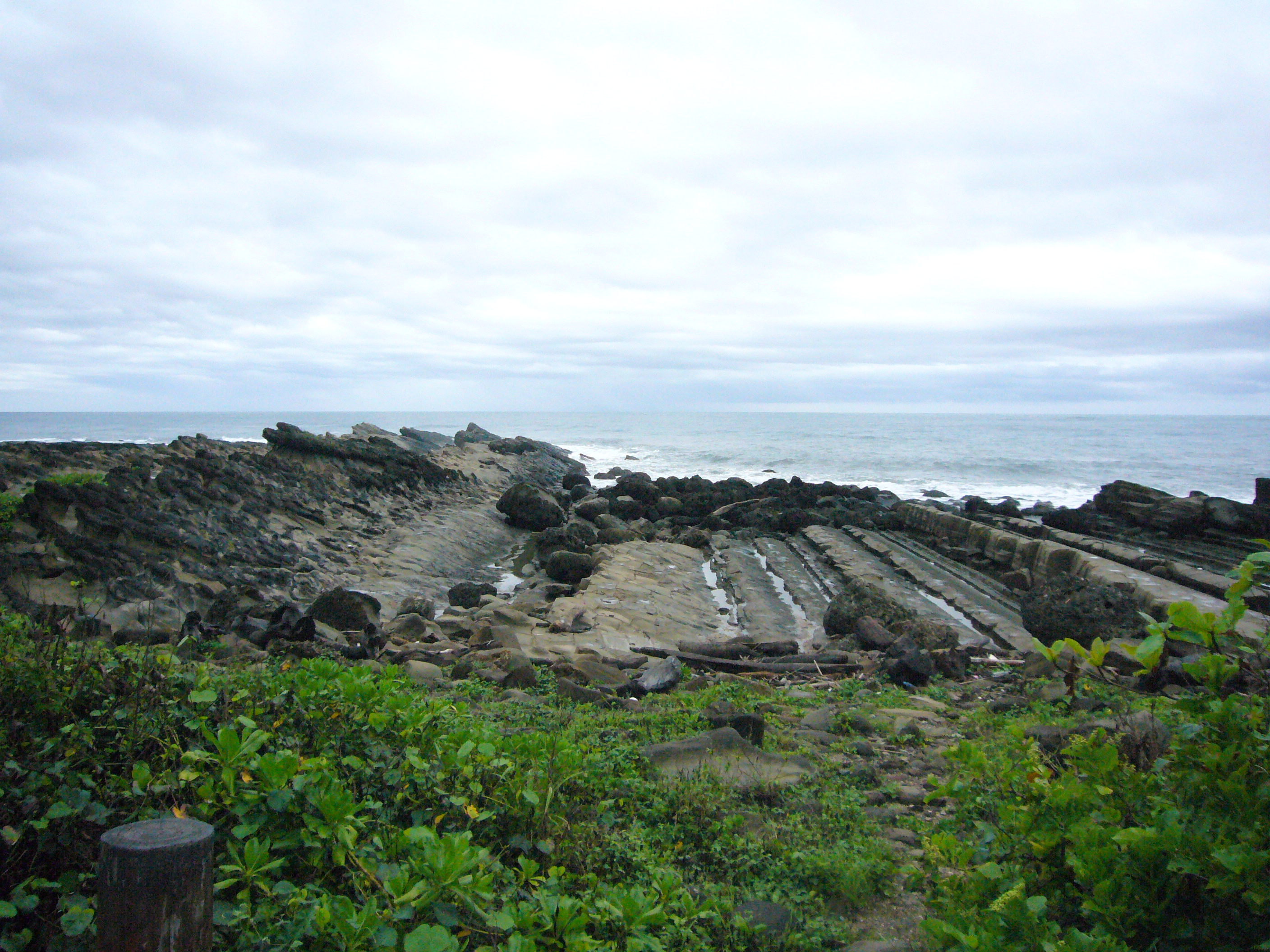
小野柳の岩海岸

東海岸国家風景区（とうぶかいがんこっかふうけいく、中国語: 東部海岸國家風景區）は1988年6月1日に花蓮県・台東県に設立さた国家風景区で、緑島は1990年にこの風景区に入ることが計画されていた。本風景区は北は花蓮渓河口、南は小野柳、東は海抜20メートルの等深線、西は台11線の最初の山稜に囲まれている。花蓮から台東までの東海岸沿いには重要な景勝地があり、芋老、石梯坪、秀姑巒渓でのラフティング、八仙洞遺跡、石傘、烏石梯、三山台、東河橋zh、上向流、杉原海水浴場、小野柳などの景勝地がある。また、台東の東33キロに位置する緑島も東海岸国家風景区の光り輝く真珠である。

## 自然と文化
東海岸の自然景観はプレートの衝突と海水の浸食という二つの力の影響を受けている。プレート衝突の分岐点は花蓮沖から南下して北南渓の河口までで、衝突によって隆起し、元々海面付近にあった海蝕洞や海蝕台地が絶えず隆起し、このような波蝕によって形成された地形は台湾東海岸の主な地形である。
瑞穂のラフティングサービスセンターでは秀姑巒渓のラフティングサービスを提供しており、ルートは瑞穂ラフティングビジターセンターから彰洪橋までとなってい。
る
台湾の先史文化である長浜文化の名残がある。 長浜文化が発見されたのは八仙洞遺跡で、隆起によって高低差のある海蝕洞窟がいくつも残され、宋文薰教授の考古学的研究によって新石器時代と旧石器時代文化の土層が発掘された。これらの海蝕洞窟は歩道で繋がっており、観光客は霊岩洞窟、朝夷洞窟、永安洞窟、海瑞洞窟、乾元洞窟、崑崙山洞窟を通過することができ、朝夷洞窟、海瑞洞窟、乾元洞窟では旧石器時代の遺物が発見された。
毎年7月から8月にかけて、アミ族の豊年祭が行われ、アミ族は3～7日間にわたって活動を行い、アワ酒やもち米酒で客をもてなす。
豊かな地形と文化的景観があるにもかかわらず、東部台湾の東海岸は夏の台風シーズンに最も被害を受ける地域でもあり、台風による交通機関やレジャー施設の被害は、この地域の観光発展の課題となっている。

## 主な見どころ

### 東部海岸花蓮管轄区
- 北回帰線碑
- 秀姑巒渓

など

### 東部海岸台東管轄区
- 小野柳旅客センター
- 八仙洞遺跡（中国語版）

など

### 東部海岸緑島管轄区
- 緑島
- 緑島灯台

など

### 花蓮県
- 海浜公園
- 花蓮港

など

### 台東県
- 知本温泉
- 鯉魚山公園

など

## 参照項目
- 国家風景区